# أولاد اعزيز 2 (مولاي إدريس أغبال)
أولاد اعزيز 2 هي إحدى مشيخات المملكة المغربية، تتبع جغرافيا لإقليم الخميسات وإداريًا لمولاي إدريس أغبال. يقدر عدد سكانها بـ 3229 نسمة حسب الإحصاء الرسمي للسكان والسكنى لسنة 2004.